# O. T. Fagbenle
Olatunde Olateju Olaolorun « O. T. » Fagbenle, né le 22 janvier 1981 à Londres, est un acteur, scénariste et réalisateur britannique.

## Biographie
De père nigérian et de mère anglo-irlandaise, O. T. Fagbenle est né à Londres. Il a d'abord travaillé comme saxophoniste dans un groupe de jazz. Son frère Luti Fagbenle est acteur et producteur. Leur sœur est la sportive Temi Fagbenle.
Il apprend le métier d'acteur à la Royal Academy of Dramatic Art. Il tourne dans des courts métrages, dans des soap operas et des séries télévisées. Il trouve des rôles importants dans des séries comme Looking, The Interceptor, The Five ou The Handmaid's Tale : La Servante écarlate.
Il est aussi auteur de comédies et de scénarios qu'il a ensuite réalisés.
Lors du Comic-Con, il est annoncé  pour le rôle de Rick Mason pour le premier film Black Widow prévu pour 2020, aux côtés de Scarlett Johansson.

## Filmographie

### Cinéma
- 2002 : 420 Seconds of Love (court métrage) : Ben
- 2006 : Par effraction : Joe
- 2006 : Poppies de Barry Bliss
- 2006 : Killing Me Softly (court métrage) de Marek Losey : Jez O'Connell
- 2007 : Weekends in Brooklyn (court métrage)
- 2007 : Trop jeune pour elle ! : Sean
- 2008 : Radio Cape Cod : Sunday Umankwe
- 2010 : The Reeds de Nick Cohen : Nick
- 2010 : Thorne : Dave Holland
- 2012 : Kandi and the Jinn (court métrage) : scénario et réalisation
- 2013 : Big Bad Blood (court métrage) : scénario et réalisation
- 2014 : MOTH (Man of the House) (court métrage) : scénario et réalisation
- 2021 : Black Widow de Cate Shortland : Rick Mason

### Télévision
- 2002 : EastEnders : Angel Heavy (2 épisodes)
- 2004 : Casualty : Terry O'Brien (1 épisode)
- 2004 : Et alors ? : Tyler (7 épisodes)
- 2004 : Hollyoaks : James Walker (1 épisode)
- 2005 : Doctors : Todd Dexter (1 épisode)
- 2006 : Miss Marple - Mon petit doigt m'a dit : Chris Murphy
- 2006 : Grownups : Dean (8 épisodes)
- 2007 : The Last Detective : Gary Green (1 épisode)
- 2007-2008 : Little Miss Jocelyn
- 2008 : Quarterlife : John (4 épisodes)
- 2008 : Doctor Who : l'autre Dave (2 épisodes)
- 2008 : FM : Topher Kiefer
- 2010 : Material Girl : Chris
- 2010 : Mariage et Quiproquos : Tate
- 2011 : Meurtres au paradis Mark Lightfoot (1 épisode)
- 2011 : Happy Endings : Adrian (1 épisode)
- 2013 : Quick Cuts : Gavin
- 2014-2015 : Looking : Frank
- 2015 :  The Interceptor : Ash
- 2015 :  The Five : Danny Kenwood
- 2016 : Looking, le film : Frank
- 2016 : NW : Félix
- 2017 : The Handmaid's Tale : La Servante écarlate : Luke Bankole
- 2022 : The First Lady : Barack Obama
- 2023 : Secret Invasion : Rick Mason
- 2024 : Présumé innocent : Nico Della Guardia

## Récompenses
- Festival du court métrage de Londres 2015 : meilleur court métrage pour MOTH (Man of the House)